# Teofil Kwiatkowski
 (mars 2023).
Si vous disposez d'ouvrages ou d'articles de référence ou si vous connaissez des sites web de qualité traitant du thème abordé ici, merci de compléter l'article en donnant les références utiles à sa vérifiabilité et en les liant à la section « Notes et références ».
Pour les articles homonymes, voir Kwiatkowski.
Teofil Antoni Jaxa de Griffon Kwiatkowski est un peintre polonais, né le 21 février 1809 et mort à Avallon le 14 août 1891.

## Enfance
Teofil voit le jour dans une famille noble de Pułtusk. Il est le fils de Casimir Kwiatkowski et de Thérèse Swiatlowska.
En 1825, Teofil est admis à l’université de Varsovie, dans le département des Beaux-arts, section peinture.
Le 29 novembre 1830 une insurrection contre les Russes est déclenchée. Teofil intègre l’armée polonaise. Engagé comme simple soldat fin février, il monte rapidement les échelons hiérarchiques et obtient le grade de sous-lieutenant. Après l’échec de l’insurrection il part pour l’exil.
Pour les cinq mille réfugiés arrivés en France, le mot d’ordre du gouvernement était simple : ils devaient être parqués n’importe où sauf à Paris. Ainsi furent créés des « dépôts » sur le mode militaire où étaient installés les Polonais. C’est ainsi que Teofil arrive début 1832 à Avignon.

## Période parisienne
Dès la fin de l’année 1832 Teofil obtient l’autorisation d’aller à Paris, où quelques Polonais se trouvent déjà. Il a vingt-trois ans. Il se porte candidat pour une bourse et en février 1833, se présente devant le poète Adam Mickiewicz. En mars 1835, est créée l’Association polytechnique polonaise. Les qualités de peintre de Teofil devaient déjà être appréciées à l’époque puisqu’il bénéficie à la fois du statut de membre fondateur et d’élève. En même temps que Teofil, on demande l’aide de plusieurs autres artistes dont le plus célèbre des Polonais vivant à Paris : Frédéric Chopin.  Après avoir rencontré Mickiewicz, Teofil va donc faire la connaissance du plus grand musicien de son pays.
De cette époque datent les premières œuvres connues de Teofil. On le trouve en 1834 dans les ruines de l’abbaye de Jumièges, en Normandie, en 1835 à près de Meulan, en 1839 dans l’Oise.
En 1835, après une longue enquête, le tsar promulgue un oukase excluant du droit d’amnistie et confisquant tous leurs biens aux hommes « reconnus émigrés. » Teofil est sur la liste des personnes concernées.
Teofil exécute plusieurs portraits de Chopin, entre autres une esquisse le montrant, en robe de chambre, jouant du piano, ce qui souligne l’intimité entre les deux hommes. Le portrait le plus célèbre du compositeur est conservé par la famille Cortot à Lausanne. Il date de 1843 et était considéré à l’époque comme la représentation la plus fidèle de l’artiste.
Entre 1840 et 1845 Teofil effectue plusieurs voyages dans le sud de la France. Ces séjours dans le Midi sont jalonnés de nombreux tableaux et esquisses.
En 1846 et 1847 Teofil expose au Salon de Paris. C’est de 1847 que date l’amusant commentaire de Théophile Gautier : « Parmi les portraitistes au pastel (…) le Polonais Théophile Kwiatkowski, qui serait fort connu (…) s’il jouissait d’un nom prononçable, ».
Le 17 octobre 1849 meurt Chopin. Les dessins réalisés par Teofil au lendemain de la mort du pianiste vont avoir un succès énorme et firent beaucoup pour sa popularité. Par ailleurs Teofil réalise plusieurs huiles représentant, à la demande de ses amis, les derniers instants de l’artiste.
Frédéric Chopin inspire également à Teofil son tableau le plus célèbre : « Bal à l’Hôtel Lambert », conservé au musée de Poznań. 
En 1852 Teofil demande sa naturalisation française. En juin un décret impérial l’autorise à « établir son domicile en France pour y jouir des droits civils tant qu’il continuera d’y résider. » C’est le premier pas vers une naturalisation qui lui sera accordée dix ans plus tard.
En 1848 ou 1849 Teofil avait offert ou vendu à Théophile Gautier son tableau Les Sirènes. Le poète, au sein de la seconde édition de son recueil de poèmes Émaux et Camées, parue en 1853, en fait une description dans le poème Les Néréides.

## La retraite dans l'Avallonais
En 1854 ou 1855 Teofil rencontre Marie-Caroline Jordan, une veuve d’Avallon, dans l’Yonne. Il a quarante-six ans, Marie-Caroline trente-neuf. Le père de la veuve de fraîche date s’oppose à cette relation. En 1856, elle se retrouve enceinte. L’enfant reçoit le prénom du père de Teofil : Casimir. Mais l’artiste n’a aucun lien officiel avec son fils, n’étant pas marié avec Marie-Caroline. 
L’année 1859 amène un grand bonheur pour Teofil et Marie-Caroline : le père de celle-ci accepte finalement le mariage. Le mariage a lieu et Casimir, âgé de trois ans, est reconnu officiellement fils de Teofil et de Marie-Caroline. Teofil, à cinquante ans, a enfin une famille.
On peut supposer que l’été 1860 est le premier que Teofil passe dans la région d’origine de son épouse, la Bourgogne. Pour aller d’Avallon, où les dépose la diligence, à Vault de Lugny, le château de la famille de Marie-Caroline, on emprunte la vallée du Cousin, qui était, selon un auteur de l’époque, « la curiosité naturelle la plus remarquable de l’Avallonnais. Il est impossible, en effet, de trouver ailleurs une gorge plus sauvage, plus accidentée et offrant à chaque pas, sans interruption, des aspects plus saisissants de pittoresque. C’est, en miniature, une des belles vallées de la Suisse… »
Avec sa découverte de la Bourgogne s’ouvre pour Teofil un nouveau champ pictural, alors qu’on aurait pu imaginer qu’à cinquante ans sa carrière était achevée et qu’il pouvait continuer sur ses acquis. Il existe une trentaine d’esquisses et de tableaux concernant l’Avallonnais, nombre qu’il serait raisonnable de multiplier au moins par deux compte tenu de la dispersion des œuvres de l’artiste.
En 1874, une copie de La Vierge de Lorette de Raphaël peinte par Teofil est déposé par l’État dans l'église de Ruages.
Le 10 mars 1863, un décret du Conseil d’état, au nom de « Napoléon, par la grâce de Dieu et la volonté nationale Empereur des Français », admet « Théophile Antoine Kwiatkowski, artiste peintre, né à Pultusk, palatinat de Plock », à « jouir des droits de citoyen français. »
Le 14 août 1891, Teofil s’éteint à Avallon. Le journal local ne fait pas mention de son décès, qui reste ainsi discret jusque dans sa mort. Des articles peu nombreux dans la presse polonaise mentionnent sa disparition, le présentant comme l’un des derniers vétérans du soulèvement de 1830 et comme un peintre distingué et élégant d’une période passée, balayée par l’impressionnisme. Son amitié avec Chopin et son aimable caractère sont également mentionnés.

## Analyse de l'œuvre
On est frappé, en parcourant l’œuvre de Teofil, de sa variété, tant dans les sujets que dans les outils. Elle dénote une grande sensibilité mise au service de portraits pleins d’humanité, mais aussi de sujets historiques frémissants d’un amour romantique pour la patrie perdue. Parallèlement à cette production publique Teofil eut son jardin secret : la vallée du Cousin. Dans ce coin de Bourgogne où il planta ses pinceaux comme on plante un arbre, Teofil a peint la beauté d’une nature que ses yeux fatigués ne percevaient qu’imparfaitement. Handicap qui ne fut qu’apparent car il lui permit de privilégier l’essentiel plutôt que le détail, la couleur plutôt que la forme, accédant ainsi à une vérité plus profonde, comme il tentait de le faire dans ses portraits.
Teofil a su allier une technique de haut niveau et une capacité à exprimer l’essence des choses et des personnes. Et pourtant, doutant peut-être de ses propres qualités, se considérant comme invité en France et donc astreint à la discrétion, obligé pour vivre de perdre du temps dans des travaux de commande, il eut un succès médiocre au regard de la qualité de sa production et on ne lui connaît pas d’élève. Il semble que ce manque de notoriété ne l’affecta nullement et qu’il sut préférer à la renommée l’éphémère d’une note d’un piano ou d’une écharpe de brume au matin.